# Henry Wellesley, 1. Baron Cowley

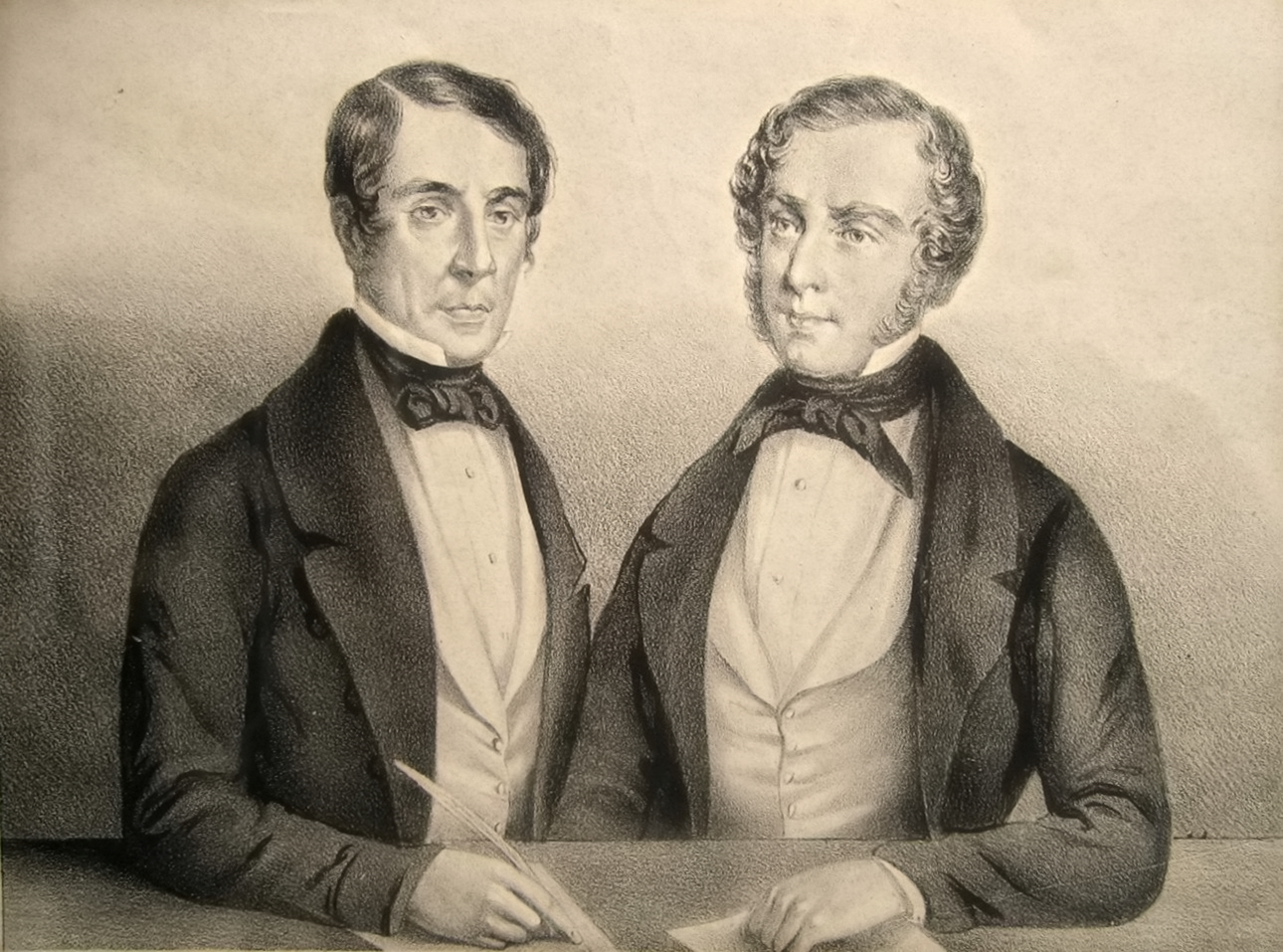
Henry Wellesley, 1. Baron Cowley (links) und Lord Clarendon

Henry Wellesley, 1. Baron Cowley, GCB, PC (geborener Wesley, * 20. Januar 1773; † 27. April 1847 in Paris) war ein irisch-britischer Politiker und Diplomat.

## Leben und Wirken
Er war der jüngeste Sohn von Garret Wesley, 1. Earl of Mornington (1735–1781) und Hon. Anne Hill, einer Tochter von Arthur Hill-Trevor, 1. Viscount Dungannon. Zu seinen älteren Brüdern zählte Arthur Wellesley, 1. Duke of Wellington. Er besuchte in seiner Jugend das Eton College und wurde sodann zur weiteren Ausbildung an den Hof des Herzogs Karl Wilhelm Ferdinand von Braunschweig-Wolfenbüttel gesandt. Hier war er 1790 zum Studium am Collegium Carolinum in Braunschweig eingeschrieben.
1789 wurde die Schreibweise seines Familiennamens offiziell in Wellesley geändert. 1790 trat er in die British Army ein und erwarb ein Offizierspatent als Ensign des 40th (the 2nd Somersetshire) Regiment of Foot. 1791 wechselte er zum 1st Regiment of Foot Guards, wo er 1793 den Rang eines Lieutenant erwarb. Nach einer kurzen Zeit in der Armee und ersten diplomatischen Stationen in Den Haag und 1792 Stockholm geriet Wellesley 1794 in französischer Gefangenschaft, aus der er erst im folgenden Jahr entkommen konnte. Danach arbeitete Wellesley als Sekretär im Auswärtigen Amt. 1793 ging er als Sekretär Lord Malmesburys mit diesem an die Botschaft nach Lille. Im Februar 1795 wurde er als Abgeordneter für seinen Heimatwahlkreis Trim im County Meath ins irische House of Commons gewählt, er legte dieses Mandat aber noch im selben Jahr nieder. Zwischen 1798 und 1805 war er Privatsekretär seines zum Generalgouverneur von Indien ernannten ältesten Bruder Richard. In Indien, wurde er Kommissar in Maissur und vermochte als Gesandter in Lucknow im Juli 1801 den Nawab von Avadh zur Abtretung eines Gebiets zu veranlassen, aus dem 1 Mio. Pfund Sterling jährlicher Einkünfte flossen. Er wurde als Verwalter dieses Gebiets eingesetzt. Weiter unterstützte Wellesley seinen Bruder in den Vertragsverhandlungen mit verschiedenen indischen Fürsten.
1807 wurde er Sekretär des Schatzamtes unter dem Ministerium von William Cavendish-Bentinck, 3. Duke of Portland. Von 1807 bis 1809 war er Abgeordneter für Eye in Suffolk im britischen House of Commons. 1808 wurde er ins Privy Council aufgenommen. 1809 wurde er Botschafter in Madrid, wo er bis 1821 blieb. Während des Kriegs auf der Iberischen Halbinsel arbeitete er dabei eng mit seinem Bruder Arthur zusammen, der Oberbefehlshaber der britischen Truppen auf diesem Kriegsschauplatz war.
1812 wurde er als Knight Companion des Bathordens geadelt und 1815 zum Knight Grand Cross desselben Ordens erhoben. Vom Mai 1823 bis August 1831 war er britischer Botschafter am österreichischen Hof. Am 1. Januar 1828 wurde ihm in der Peerage of the United Kingdom der erbliche Adelstitel Baron Cowley, of Wellesley in the County of Somerset, verliehen. Er wurde dadurch Mitglied des britischen House of Lords.
Bei den Whigs stand Wellesley nicht in der Gunst, und erst als Sir Robert Peel 1841 Premierminister wurde, erhielt er als Nachfolger von Granville Leveson-Gower, 1. Earl Granville, den Posten eines Botschafters in Paris. Als die Whigs 1846 wieder ans Ruder kamen, machte er Constantine Phipps, 1. Marquess of Normanby, Platz. Er lebte fortan in Paris und starb hier am 27. April 1847.

## Familie
Im Jahr 1803 kehrte er nach Großbritannien zurück und heiratete am 20. September in Santon Downham, Suffolk, Lady Charlotte Cadogan (1781–1853), Tochter des Charles Cadogan, 1. Earl Cadogan, mit der er drei Söhne und eine Tochter hatte. Die Ehe wurde 1810 geschieden, nachdem Wellesley im Jahr zuvor von seiner Frau verlassen worden war. Diese heiratete kurze Zeit später ihren Liebhaber, Henry Paget, einen berühmten Kavalleriegeneral und späteren Marquess of Anglesey. Aus dieser Ehe hatte er vier Kinder:
- Henry Richard Charles Wellesley, 1. Earl Cowley (1804–1884) ⚭ 1833 Hon. Olivia FitzGerald-de Ros;
- Hon. William Henry George Wellesley (1806–1875), Captain der Royal Navy, ⚭ 1842 Amelia Niblock;
- Hon. Charlotte Arbuthnot Wellesley (1808–1891), ⚭ 1831 Robert Grosvenor, 1. Baron Ebury;
- Very Rev. Hon. Gerald Wellesley (1809–1882), anglikanischer Pfarrer von Stratfield Saye, Hofkaplan von Königin Victoria, ⚭ 1856 Hon. Magdalen Montagu.

Am 27. Februar 1816 heiratete Wellesley in zweiter Ehe im Hatfield House, Hertfordshire, Lady Georgiana Charlotte Augusta Cecil (1786–1860), eine Tochter von James Cecil, 1. Marquess of Salisbury. Mit ihr hatte er eine Tochter:
- Hon. Georgiana Charlotte Mary Wellesley (1817–1878) ⚭ 1848 Henry Bulwer, 1. Baron Dalling and Bulwer.